# میدوی، شهرستان لی، آرکانزاس
میدوی (به انگلیسی: Midway) یک منطقهٔ مسکونی در ایالات متحده آمریکا است که در شهرستان لی، آرکانزاس واقع شده‌است. میدوی ۶۰٫۹۶ متر بالاتر از سطح دریا واقع شده‌است.